# Metaborborus pilifer
Metaborborus pilifer är en tvåvingeart som först beskrevs av Vanschuytbroeck 1949.  Metaborborus pilifer ingår i släktet Metaborborus och familjen hoppflugor.
Artens utbredningsområde är Kongo. Inga underarter finns listade i Catalogue of Life.